# Liste ehemaliger Fluggesellschaften (Australien und Ozeanien)
Dieser Artikel beinhaltet eine Auflistung ehemaliger Fluggesellschaften in Australien und Ozeanien. 
Siehe auch
- Liste ehemaliger Fluggesellschaften (Afrika)
- Liste ehemaliger Fluggesellschaften (Amerika)
- Liste ehemaliger Fluggesellschaften (Asien)
- Liste ehemaliger Fluggesellschaften (Europa)

Zu bestehenden Fluggesellschaften siehe Liste von Fluggesellschaften. 
| Name                                     | Herkunftsland          | Gründungsjahr | Jahr der Betriebseinstellung |
| ---------------------------------------- | ---------------------- | ------------- | ---------------------------- |
| Aeropelican Air Services                 | Australien             | 1968          | 2013                         |
| Air Australia                            | Australien             | 2009          | 2012                         |
| Air Fiji                                 | Fidschi                | 1967          | 2009                         |
| Air Freight NZ                           | Neuseeland             | 1989          | 2016                         |
| Air Moorea                               | Französisch-Polynesien | 1968          | 2010                         |
| Air Nelson                               | Neuseeland             | 1979          | 2019                         |
| Air Tungaru                              | Kiribati               | 1977          | 1996                         |
| Airlink                                  | Papua-Neuguinea        | 1989          | 2007                         |
| Ansett Australia                         | Australien             | 1935          | 2001                         |
| Australian Air Express                   | Australien             | 1992          | 2012                         |
| Brindabella Airlines                     | Australien             | 1994          | 2013                         |
| Eagle Airways                            | Neuseeland             | 1969          | 2016                         |
| Freedom Air                              | Neuseeland             | 1995          | 2008                         |
| Jetconnect                               | Neuseeland             | 2002          | 2018                         |
| MacAir Airlines                          | Australien             | 1992          | 2009                         |
| New Zealand National Airways Corporation | Neuseeland             | 1947          | 1978                         |
| Niue Airlines                            | Niue                   | 1990          | 1992                         |
| Origin Pacific Airways                   | Neuseeland             | 1996          | 2006                         |
| OzJet                                    | Australien             | 2005          | 2009                         |
| Pacific Blue Airlines                    | Neuseeland             | 2003          | 2011                         |
| Pacific Flier                            | Palau                  | 2009          | 2010                         |
| Palau Micronesia Air                     | Palau                  | 2003          | 2004                         |
| Peau Vavau Airlines                      | Tonga                  | 2004          | 2006                         |
| Polynesian Airlines                      | Samoa                  | 1959          | 2017                         |
| Polynesian Blue                          | Neuseeland             | 2005          | 2011                         |
| Royal Tongan Airlines                    | Tonga                  | 1985          | 2005                         |
| Samoa Air                                | Samoa                  | 2012          | 2015                         |
| Samoa Airlines                           | Vereinigte Staaten     | 1982          | 1985                         |
| Samoa Aviation                           | Amerikanisch-Samoa     | 1988          | 2003                         |
| Tigerair Australia                       | Australien             | 2007          | 2020                         |
| Trans Australia Airlines                 | Australien             | 1946          | 1996                         |
| Virgin Samoa                             | Neuseeland             | 2011          | 2017                         |